# EA Sports MMA
EA Sports MMA es un videojuego de lucha publicado por EA Sports en 2010 y desarrollado por EA Tiburon. El juego te lleva la autenticidad de los combates más intensos del mundo de la lucha a tu casa. Puedes elegir entre los luchadores más importantes del mundo o intentar escalar puestos en el ranking mundial con un prodigio de la lucha que tú mismo crearás, para convertirte en todo un campeón de MMA.
Viaja por todo el globo y aprende multitud de técnicas de los maestros en este arte. Selecciona púgiles de las diferentes categorías, variedad de reglas, y atrévete con cualquier reto tanto en la jaula como en el ring.  El desafío continúa en línea con la oferta más potente ofrecida por un videojuego de MMA, incluyendo la posibilidad de crear y compartir luchadores personalizados, premios y más. 